# Псилоцин
Псилоци́н, или 4-HO-DMT, — психоактивное вещество-алкалоид из семейства триптаминов. Наряду с псилоцибином обнаруживается в большинстве галлюциногенных грибов, таких, как Psilocybe semilanceata. Псилоцибин дефосфорилируется в кишечнике в псилоцин, который непосредственно оказывает психоактивное действие. Псилоцин проявляет высокое сродство к серотониновым рецепторам 5-HT2A, в меньшей степени к 5-HT1A, 5-HT1D и 5-HT2C. При высоких дозировках имеется заметное воздействие на норадреналиновые рецепторы. Пороговой дозой (threshold dose) псилоцина/псилоцибина (то есть дозой, при которой начинает наблюдаться воздействие вещества) для большинства людей является доза в 30—50 µg/kg, что в пересчете для человека весом в 70 кг будет 2—3,5 мг. Erowid указывает таковой дозой 0.25 г сушёных грибов. В силу того, что содержание псилоцина/псилоцибина и их пропорция в грибах варьируется в широких пределах, а распад этих веществ со временем происходит отлично для псилоцина и псилоцибина, невозможно точно указать пороговую дозу в «сушёных грибах». Практический опыт показал что эффекты весьма заметны при дозе от 0.5 г. сушёных грибов Psylocybe Cubensis и даже ниже.
Швейцарский химик Альберт Хофман и его ассистент Ханс Чертер (англ. Hans Tscherter) из компании Sandoz Laboratories по собственной инициативе выделили псилоцин и его эфир фосфорной кислоты псилоцибин из псилоцибиновых грибов в 1959 году.

## Правовой статус
Псилоцин входит в Список I принятой в 1971 году конвенции о психотропных веществах, которая запрещает его использование иначе как в медицинских и научных целях в строго контролируемых условиях.
В России внесён в Список I наркотических средств, оборот которых полностью запрещён.